# Station Lem
Station Lem is een station in het Deense Lem in de gemeente Ringkøbing-Skjern. Het station ligt aan de lijn Esbjerg - Struer. In Skjern is er een aansluiting naar Herning en Aarhus.